# سیارک ۲۲۷۸۲
سیارک ۲۲۷۸۲ (به انگلیسی: 22782 Kushalnaik، نامگذاری:1999GJ19) بیست و دو هزار و هفتصد و هشتاد و دومین سیارک کشف شده‌است که در ۱۵ آوریل ۱۹۹۹ کشف شد.
قدر مطلق سیارک برابر ۱۴.۱ است.